# John Becht
John Andrew Becht (Brooklyn, 3 de outubro de 1886 — data de morte desconhecido) foi um ciclista olímpico norte-americano.
Becht representou sua nação em dois eventos (conquistando uma medalha de bronze) nos Jogos Olímpicos de Verão de 1912, em Estocolmo.